# BC Odessa
El BC Odessa (en ucraniano: баскетбольний клуб "Одеса") es un equipo de baloncesto ucraniano con sede en la ciudad de Odesa, que compite en la Superliga de Baloncesto de Ucrania, la primera división del baloncesto ucraniano. Disputa sus partidos en el Palace of Sport, con capacidad para 3500 espectadores.

## Nombres
- BC BiPA-Moda Odessa  (1992-1999, 2015 - )
- MBC Odessa (1999-2006)
- BC Odessa (2006-2014)

### Plantilla 2013-2014
| N.º | Nombre             | Nacionalidad              | Puesto    |
| --- | ------------------ | ------------------------- | --------- |
| 6   | Igor Dobrikov      | Bandera de Ucrania        | Alero     |
| 9   | Denys Parvadov     | Bandera de Ucrania        | Escolta   |
| 11  | Rostyslav Kryvych  | Bandera de Ucrania        | Alero     |
| 12  | Denis Noskov       | Bandera de Ucrania        | Alero     |
| 15  | Andriy Agafonov    | Bandera de Ucrania        | Ala-Pívot |
| 17  | Oleksandr Gudkov   | Bandera de Ucrania        | Ala-Pívot |
| 20  | Klym Artamonov     | Bandera de Ucrania        | Base      |
| 30  | Stanislav Balashov | Bandera de Ucrania        | Pívot     |
| 31  | Justin Love        | Bandera de Estados Unidos | Base      |
| 40  | Olexiy Mamotenko   | Bandera de Ucrania        | Escolta   |
| 44  | Jurijs Aleksejevs  | Bandera de Letonia        | Pívot     |
| 55  | Terrell Everett    | Bandera de Estados Unidos | Escolta   |

## Palmarés
- Campeón Liga Regular Superliga de Baloncesto de Ucrania (1998, 1999, 2001, 2002)
- Campeón Copa de Ucrania (1993, 2001)
- Campeón Copa NEBL Challenge (2001)
- Campeón Superliga de Baloncesto de Ucrania (1998, 1999, 2001, 2002)
- Finalista Copa UBL (2009)
- Subcampeón Superliga de Baloncesto de Ucrania (1997, 2000, 2003)